# Monasterio de Salin

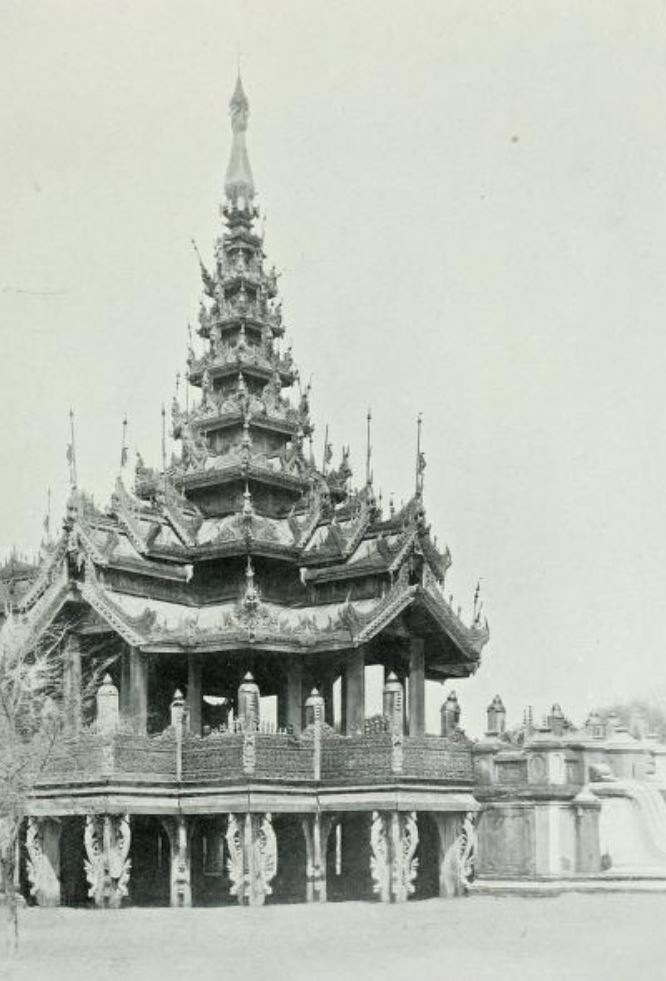
Monasterio de Salín

El monasterio de Salin (en birmano: စလင်းကျောင်း) es un monasterio budista real en Mandalay, Birmania, conocido por sus tallas de madera indígenas. Fue construido bajo el patrocinio de la Princesa Salin y estaba ubicado al norte del Palacio de Mandalay, cerca de la pista de carreras.